# Deudorix kessuma
Deudorix kessuma is een vlinder uit de familie van de Lycaenidae. De wetenschappelijke naam van de soort is voor het eerst gepubliceerd in 1829 door Thomas Horsfield.

## Verspreiding
De soort komt voor in Myanmar, Thailand, Laos, Vietnam, Cambodja, Maleisië, Singapore en Indonesië.

## Ondersoorten
- Deudorix kessuma kessuma (Horsfield, 1829)
- Deudorix kessuma deliochus Hewitson, 1874 (Myanmar, Thailand, Laos, Vietnam, West-Maleisië, Singapore, Sumatra)
  - = Deudorix deliochus Hewitson, 1874
  - = Virachola kessuma deliochus (Hewitson,1874)
  - = Rapala deliochus Hewitson, 1874
  - = Rapala kessuma deliochus Hewitson, 1874
- Deudorix kessuma clearchus (Fruhstorfer, 1912) (Sumbawa, Lombok)
  - = Rapala kessuma clearchus Fruhstorfer, 1912
  - = Virachola kessuma clearchus (Fruhstorfer, 1912)
- Deudorix kessuma throana (Fruhstorfer, 1914) (Zuid-Borneo)
  - = Rapala kessuma throana Fruhstorfer, 1914
  - = Virachola kessuma throana (Fruhstorfer, 1914)
- Deudorix kessuma tucca (Fruhstorfer, 1915) (Nias)
  - = Rapala kessuma tucca Fruhstorfer, 1915
  - = Virachola kessuma tucca (Fruhstorfer, 1915)